# Agapanthus
Agapanthus је род монокотиледоних биљака из фамилије Agapanthaceae, који обухвата 6-10 врста јужноафричких вишегодишњих зељастих биљака. Ареал распрострањења рода је од Рта добре наде до планинских венаца јужно од реке Лимпопо, а распон надморских висина је 0-2000 m. Поједине врсте су зимзелене, а поједине су листопадне. Цветови су организовани у цимозне цвасти, плаве или беле боје. Плод је чаура, која пуца на три дела. Из семена је могућ развој биљака и у условима гајења, али се особине култивара губе.
Agapanthus је у Европу дошао током седамнаестог века захваљујући холандској компанији „Verenigde Oost-Indische Compagnie“, која је од 1652. године имала колонију на Рту добре наде. Функција колоније је била првенствено трговина, али су са робом пристигли и бројни примерци капске флоре. Прва врста агапантуса донета у Европу и описана од стране ботаничара била је зимзелена врста A. africanus 1679. године. Отада је описано још неколико врста, а паралелно је у западној Европи узгојено више стотина хибрида и култивара. Назив рода потиче од грчких речи, и преведен на српски језик значио би цвет љубави.

## Класификација рода
Род Agapanthus је велики таксономски изазов, те постоји само неколико класификационих ревизија целог рода. Узроци леже у великој варијабилности биљака природних популација, вероватно услед фенотипске пластичности. Zonneveld & Duncan (2003) препознају само 6 врста овог рода (A. africanus, A. campanulatus, A. caulescens, A. coddii, A. inapertus, A. praecox), док су 4 које је Leighton препознала као засебне врсте (A. comptonii, A. dyeri, A. nutans, A. walshii) у њиховом раду добиле инфраспецијски статус. И Leighton је сматрала вероватнијим сценарио са мање врста, које су варијабилније.
Као добар таксономски маркер за раздвајање секција у оквиру рода показала се боја полена (розе или жуте боје). Род је подељен у две секције:
Исцрпан кључ за детерминацију врста дат је у ревијској Snoeijer-овој монографији.